# Сюйреньская крепость
Сюйре́ньская крепость (Сюреньская крепость, Сиреньская крепость, Шиварин, Сциварин) — средневековая крепость в Крыму, находящаяся в 2 км от посёлка Куйбышево Бахчисарайского района республики Крым и в 1 км от сел Большое и Малое Садовое. Вблизи от крепости находится пещерный монастырь Челтер-Коба. Название города Шиварин или Шурен выводят от готского scivaro – «обломок скалы, камня». В видоизменённой форме этот топоним сохранился по сей день в названии «Сюйрень». В путеводителях древний Шиварин обычно называется «Сюйреньской крепостью».
"У татар она известна под именем Кулле (башня). Деревня Таш Баскан Сюйрен, как видно по старым домообразным могилам, была некогда обитаема греками, и я не сомневаюсь, что об этом-то поселении упоминает Бусбек, писатель второй половины XVI века, говоря что Манкуп и Сциварин суть главные города готов. Нынешние же деревни Сюйрен могли позаимствовать свои называния от прежнего места того же имени" 

## История
По данным последних исследований греческих и украинских ученых, крепость представляла собой пограничный бург. Она была построена при активном участии администрации Восточной Римской империи в "послеюстиниановскую эпоху", в последней четверти 6-го века н. э. (575—576 годы). Позднее входила в состав оборонительной системы готского княжества Феодоро. Крепость контролировала долину реки Бельбек и охраняла пути к готской столице Мангупу с севера и северо-востока. Разрушена в 1475 г. турками.

## Современное состояние
На мысе Куле-Бурун сохранилась круглая башня диаметром 8 метров с двумя куртинами оборонительных стен (110 м), которые, отходя от башни в виде двух "крыльев", перегораживают скальную поверхность мыса от обрыва до обрыва. На башне сохранилось купольное перекрытие со следами фресковой росписи XIII—XIV веков. Вполне возможно, что в это время в верхнем этаже башни была устроена часовня.
Археологический комплекс «Сюйреньская крепость» является Памятником культурного наследия Украины национального значения.

## Галерея

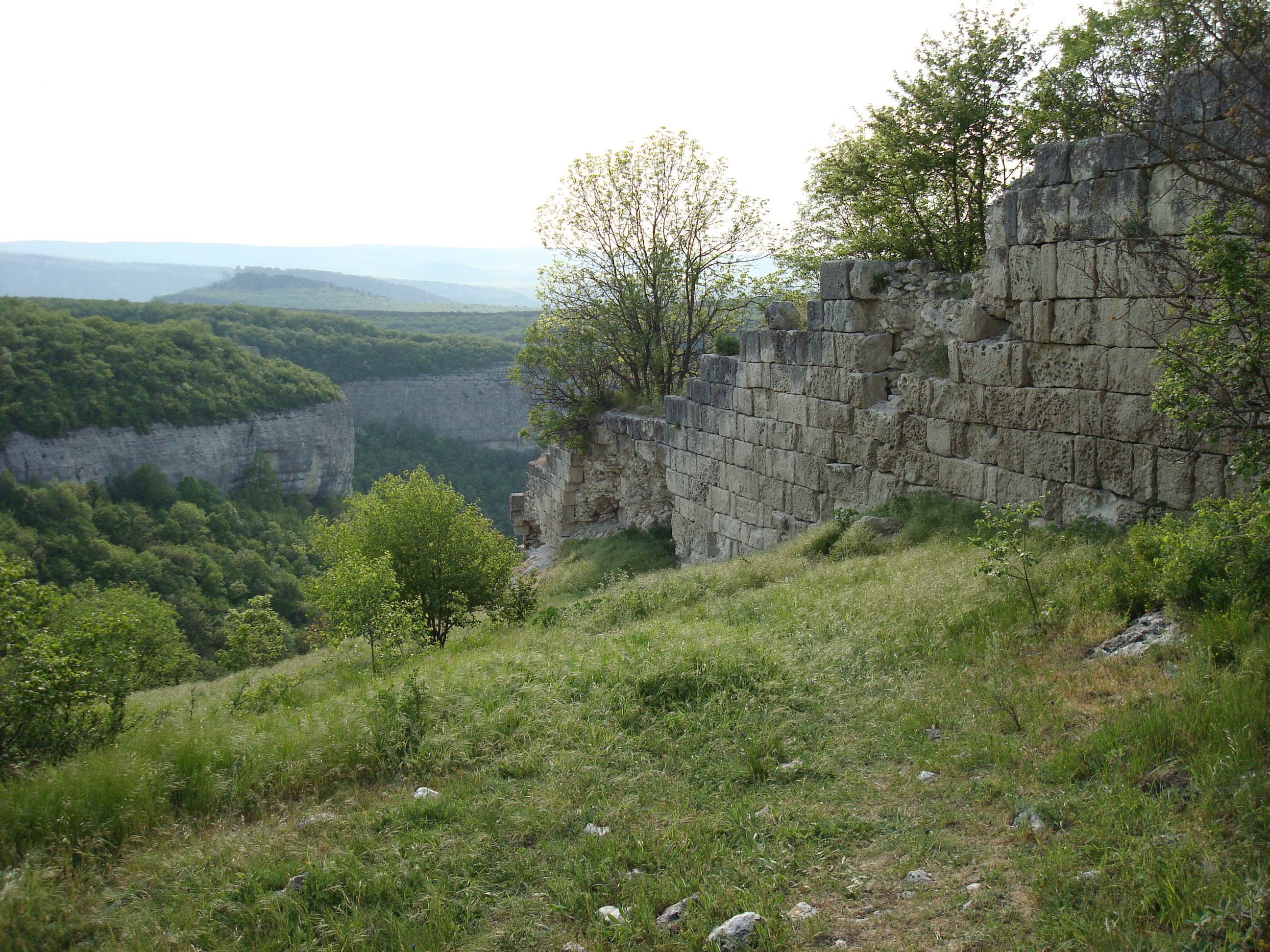
Крепостная стена
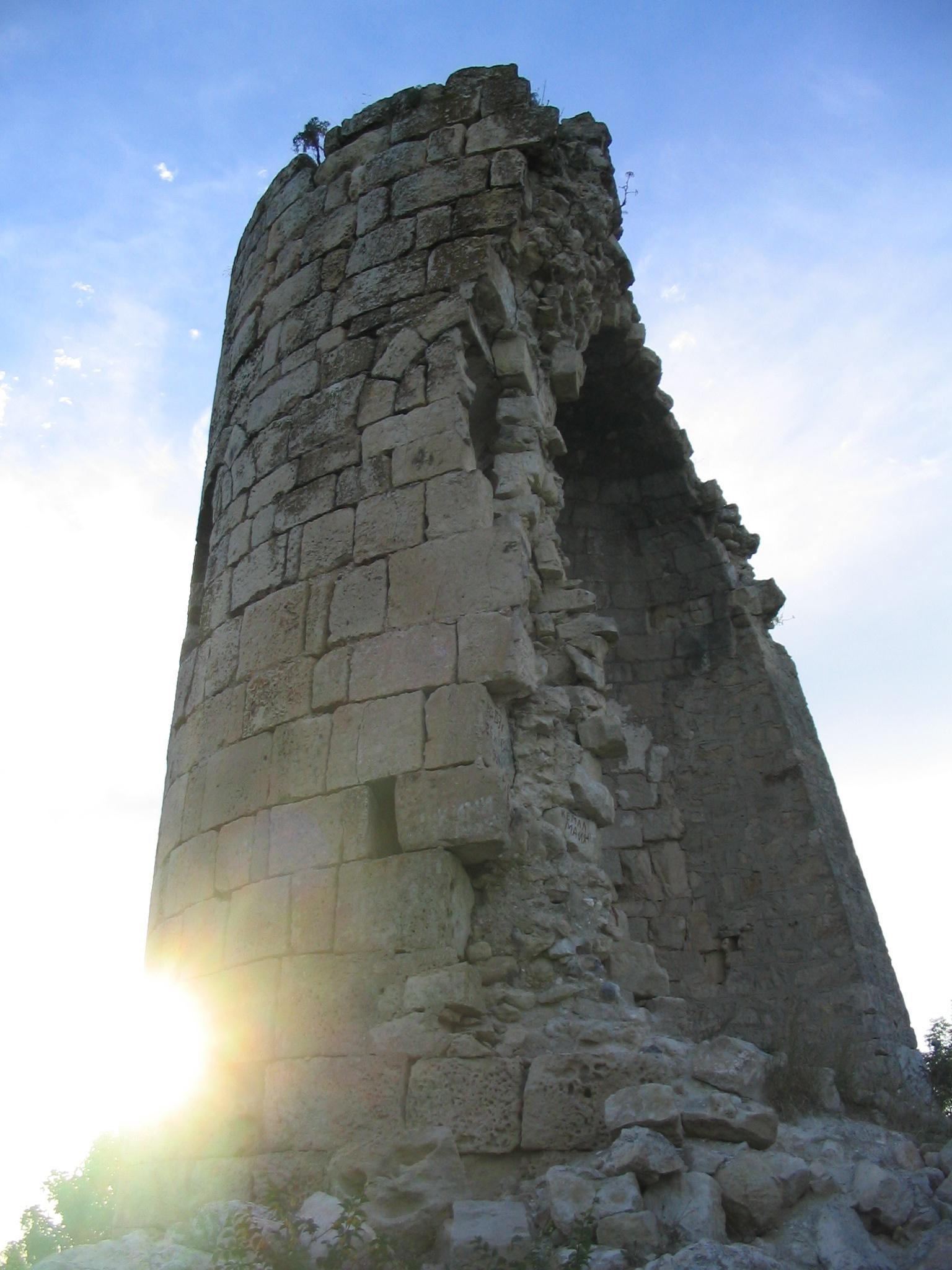
Башня до реставрации (2004 год)
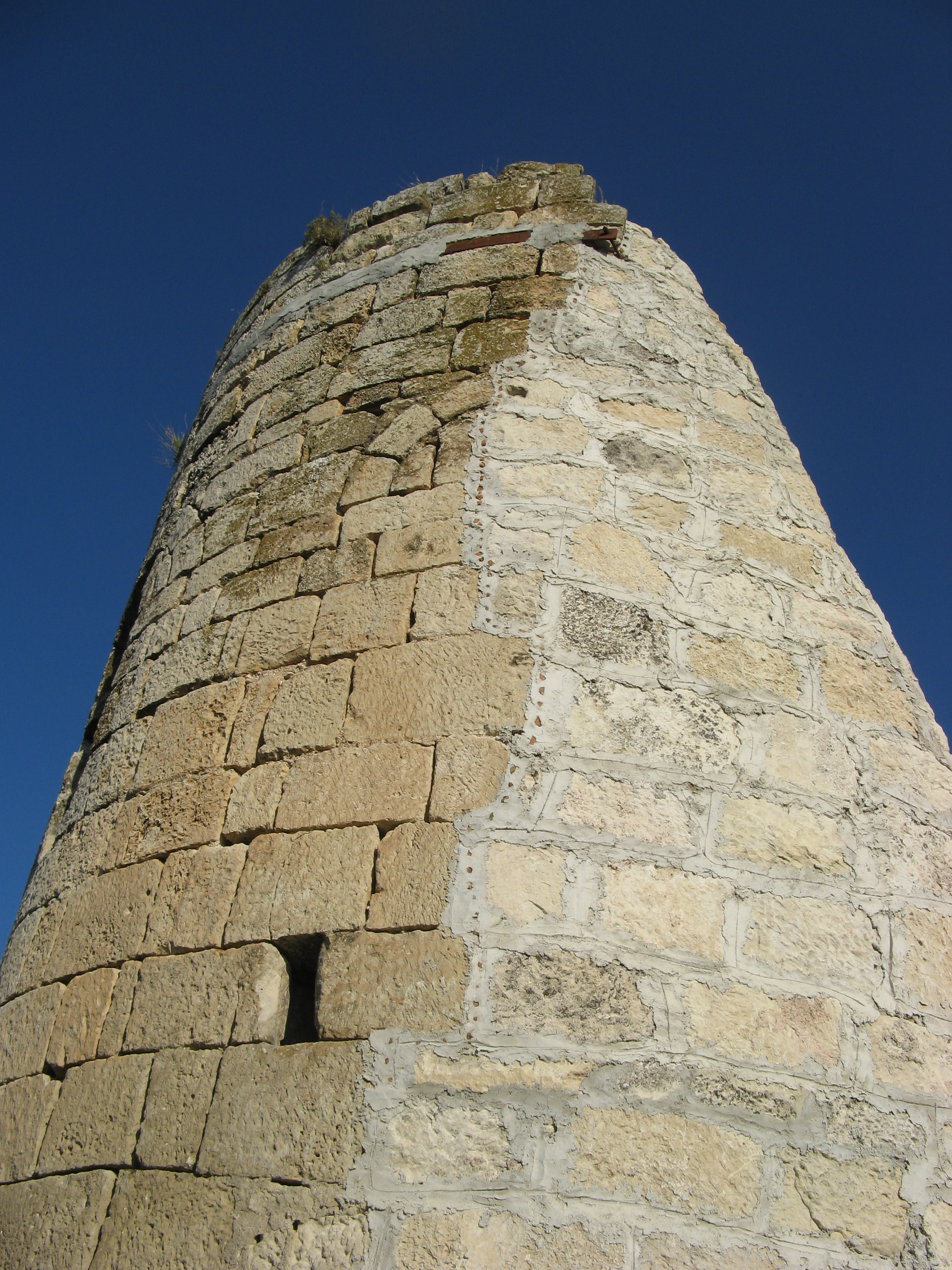
Башня после реставрации
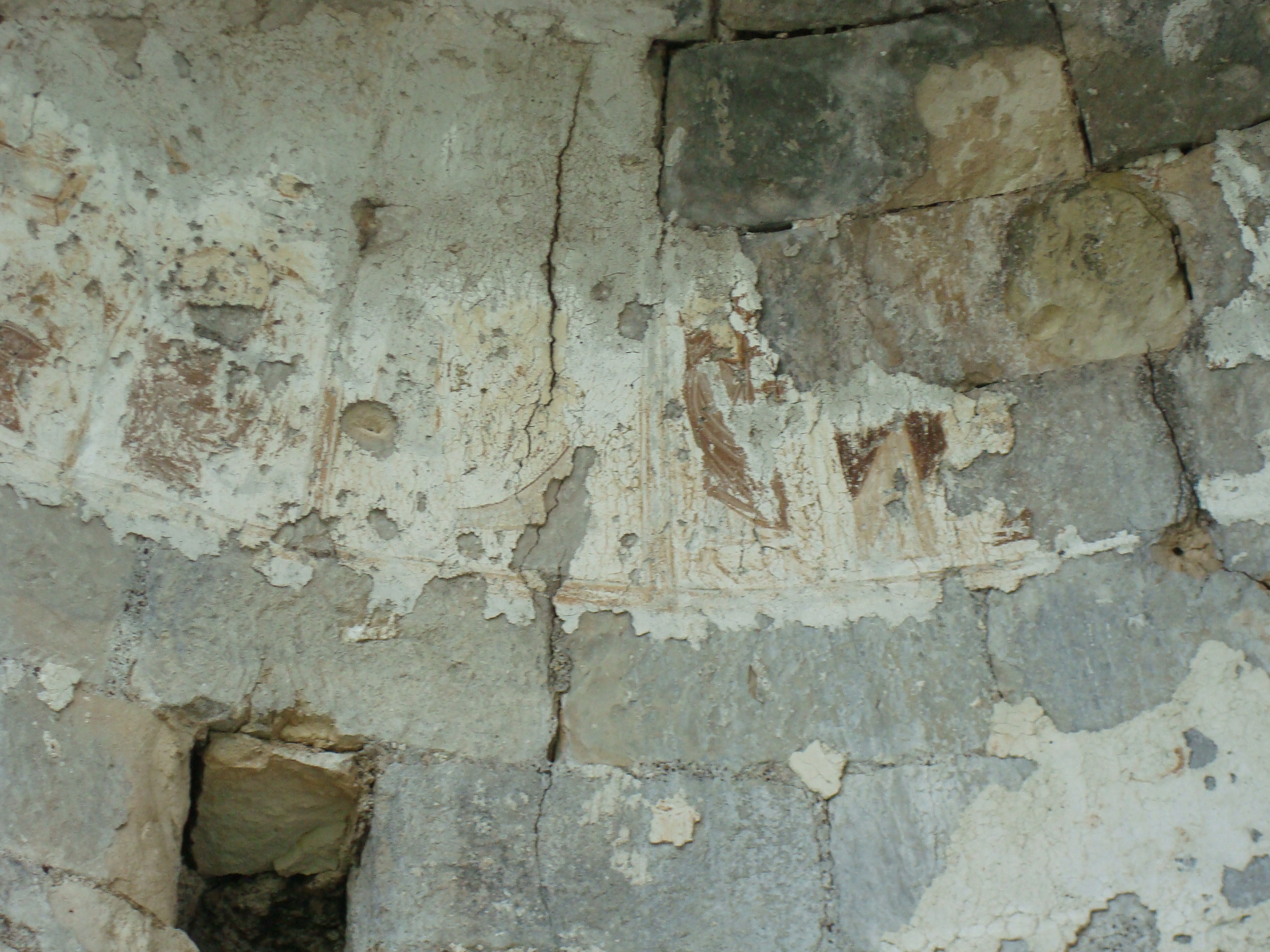
Остатки росписей капеллы в башне